# VV Velox in het seizoen 1965/66
Het seizoen 1965/1966 was het zevende jaar in het bestaan van de Utrechtse betaaldvoetbalclub Velox. De club kwam uit in de Eerste divisie en eindigde daarin op de vijfde plaats. Tevens deed de club mee aan het toernooi om de KNVB Beker, hierin werd het team in de groepsfase uitgeschakeld.

## Wedstrijdstatistieken

### Eerste divisie
|       | Alkmaar '54 | Blauw-Wit | SC Cambuur | DHC   | Eindhoven | Holland Sport | NAC   | N.E.C. | RBC   | Sittardia | Volendam | De Volewijckers | VVV   | Xerxes |
| ----- | ----------- | --------- | ---------- | ----- | --------- | ------------- | ----- | ------ | ----- | --------- | -------- | --------------- | ----- | ------ |
| Thuis | 1 – 1       | 4 – 2     | 1 – 3      | 2 – 1 | 3 – 2     | 2 – 1         | 0 – 0 | 3 – 3  | 4 – 2 | 4 – 2     | 1 – 1    | 2 – 0           | 6 – 2 | 2 – 1  |
| Uit   | 4 – 2       | 0 – 1     | 1 – 3      | 3 – 1 | 0 – 2     | 0 – 2         | 3 – 1 | 2 – 2  | 2 – 3 | 4 – 1     | 1 – 0    | 4 – 0           | 0 – 1 | 3 – 2  |

### KNVB Beker
| Groepsfase                                   | Velox                                                        | 5 – 1 (3 – 1) | SC Gooiland           |
| 19 september 1965 Plaats: Utrecht Koningsweg | Cees Sluijk 25' (pen.), 38' Co Alflen 26', 57', 65'          |               | 14' (pen.) Cees Kick  |
| Groepsfase                                   | DOS                                                          | 1 – 1 (1 – 1) | Velox                 |
| 7 november 1965 Plaats: Utrecht Galgenwaard  | Henk Wery 5'                                                 |               | 15' Willem van Arnhem |
| Groepsfase                                   | Velox                                                        | 3 – 1 (1 – 1) | Hilversum             |
| 2 januari 1966 Plaats: Utrecht Koningsweg    | Wim Heerbaart 1' Joop van Maurik 66' Wilco Schras 79' (e.d.) |               | 76' Joop de Haan      |

## Statistieken Velox 1965/1966

### Eindstand Velox in de Nederlandse Eerste divisie 1965 / 1966
| Stand | Gespeeld | Gewonnen | Gelijk | Verloren | Punten | Doelpunten voor | Doelpunten tegen |
| ----- | -------- | -------- | ------ | -------- | ------ | --------------- | ---------------- |
| 5e    | 28       | 15       | 5      | 8        | 35     | 56              | 48               |

### Topscorers
| #                 | Naam               | Goal |
| ----------------- | ------------------ | ---- |
| 1.                | Joop van Maurik    | 15   |
| 2.                | Willem van Hanegem | 11   |
| 3.                | Cees Sluijk        | 9    |
| 4.                | Willem van Arnhem  | 5    |
| 5.                | Wim Heerbaart      | 4    |
| 6.                | Wim Adelaar        | 3    |
| 7.                | Sander Derks       | 2    |
| 7.                | Kees Kastrop       | 2    |
| 9.                | Hassie Agterberg   | 1    |
| 9.                | Co Alflen          | 1    |
| 9.                | Rudi van den Berg  | 1    |
| 9.                | Joop Hoogervorst   | 1    |
| Onbekend doelpunt |                    |      |
| –                 | Onbekend           | 1    |
| Totaal            | Totaal             | 56   |

| #              | Naam                     | Goal |
| -------------- | ------------------------ | ---- |
| 1.             | Co Alflen                | 3    |
| 2.             | Cees Sluijk              | 2    |
| 3.             | Willem van Arnhem        | 1    |
| 3.             | Joop de Haan             | 1    |
| Eigen doelpunt |                          |      |
| –              | Wilco Schras (Hilversum) | 1    |
| Totaal         | Totaal                   | 8    |

## Voetnoten
Alkmaar '54 ·
Blauw-Wit ·
Cambuur ·
DHC ·
Eindhoven ·
Holland Sport ·
NAC ·
N.E.C. ·
RBC ·
Sittardia ·
Velox ·
Volendam ·
De Volewijckers ·
VVV ·
Xerxes